# 57 mm S-60
L'S-60 è un diffuso cannone antiaereo sovietico, con calibro 57 mm e canna da 60 calibri, praticamente funzionante come un Bofors ingrandito, ma ancora senza spolette di prossimità.

## Origini
Derivato dall'esperienza dell'ultima guerra mondiale con la mitragliera M1939 da 37 mm, quest'arma era nella sua progettazione verosimilmente combinata anche con l'innovativa mitragliera tedesca, rimasta prototipo, da 55 mm. Quest'ultima rappresentava a sua volta una linea evolutiva similare, perché anche i tedeschi avevano schierato un'arma antiaerea da 37 mm per la difesa aerea alle medie distanze. 
Ma la sua potenza venne ritenuta migliorabile, e così se da un lato vennero installate delle armi su affusti binati, dall'altro venne progettata un'arma di potenza doppia. Ma il Flak 41 da 50 mm si dimostrò di modestissimo successo, e la mitragliera binata da 37 mm si dimostrò la scelta migliore per potenziare la difesa tattica contro gli attacchi aerei. 
Alla fine del conflitto venne approntato nondimeno un nuovo progetto di mitragliera automatica pesante, che elevava il calibro a 55 mm, aveva un sistema di alimentazione migliore ed una munizione molto più efficace e di lunga gittata. Ma era troppo tardi per le sorti della Germania, come accadde anche in Italia per il cannone da 65/64 mm navale.
I sovietici nel dopoguerra decisero di sostituire la mitragliera da 37 mm, e in base al principio bigger is better realizzarono un cannone molto più potente e grande. Se questo fosse più il derivato delle armi sovietiche da 37 mm, o tedesche da 55 mm, o infine di quelle svedesi da 40 mm, è argomento di discussione (dimensionalmente, invece, non vi sono dubbi). Ma il risultato è stata la mitragliera antiaerea di maggiore potenza mai schierata da eserciti di terra.

## Caratteristiche
L'S-60 è un'arma trainata normalmente da un autocarro come l'Ural 375D, o anche semicingolati AT-L. Esso ha una struttura a piattaforma, con una scudatura bassa e irregolare, e si muove su 4 ruote, che devono essere sollevate da terra per l'azionamento in funzione antiaerea (forse non necessariamente nel caso dell'ingaggio di obiettivi terrestri). Sistemata l'arma sui martinetti, viene azionata tramite volantini, mentre i sistemi ottici di tiro presenti sull'affusto sono utilizzati dal cannoniere.
I livelli di funzionamento, in verità sono 4: primo metodo, funzionamento manuale con volantini; secondo, sistema assistito con motore elettrico; terzo, con comando a distanza e centralina di tiro PUAZO. Infine il quarto, con comando a distanza e mira radar con sistema come il SON/SON-9A Fire Can.
L'S-60 ha una gittata massima in quota di 8800 metri, una gittata pratica di 4000 metri, e una sull'orizzonte di 12.000 metri. La cadenza di tiro, condizionata dal mai banale problema dell'alimentazione, è teoricamente di 120 colpi/min., quella pratica è di circa 60-70; le munizioni sono in clips da 4 colpi, e ciascun proiettile pesa 2,4 kg (più il bossolo).

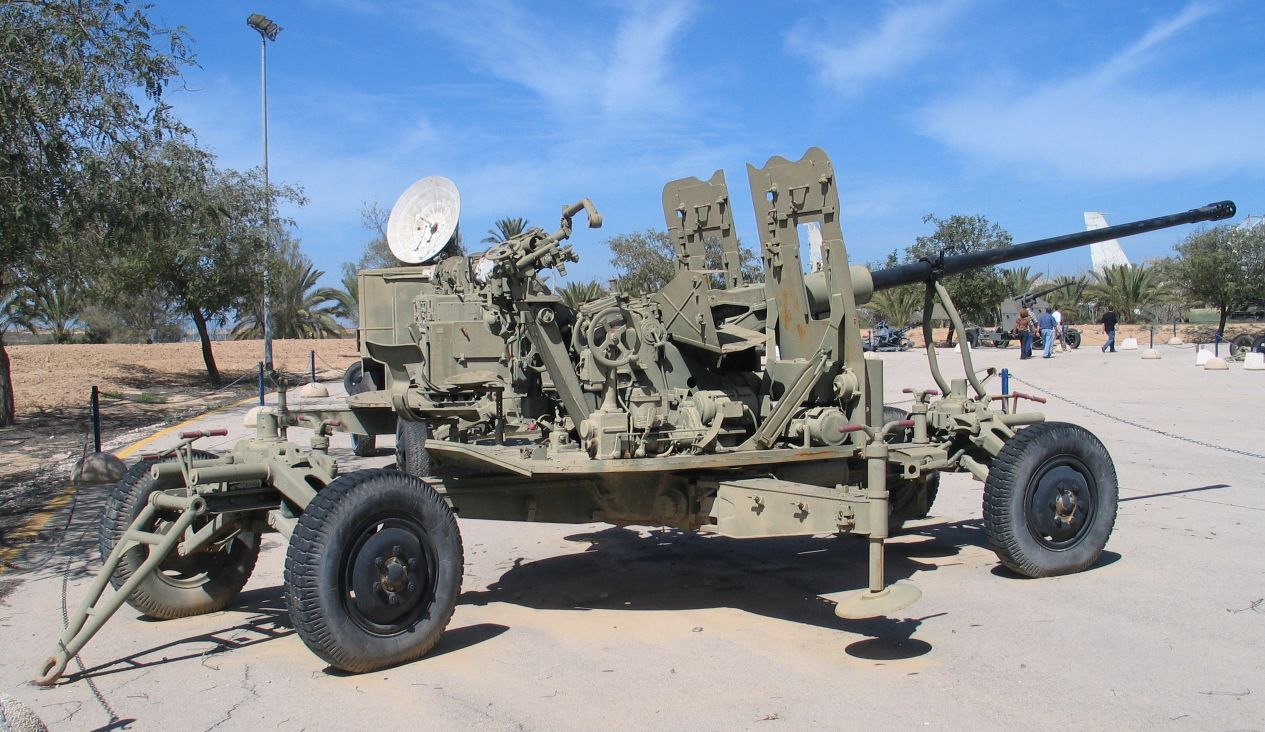

I tipi di proiettile sono almeno 3: APC-T (Armour-Piercing-Capped-Tracer), capace di perforare 96 mm a 1000 metri, e 2 tipi HE-FRAG. I proiettili sono sparati dalla lunga bocca da fuoco, munita di freno di bocca a fori multipli, a circa 1000 ms. La loro efficacia, nonostante la potenza balistica, è ridotta dalla mancanza di una munizione perforante decalibrata e, soprattutto (per quanto possa sembrare difficile da comprendere) dalla mancanza di proiettili con spoletta di prossimità, che i sovietici non hanno mai sviluppato per alcun 57 mm, nemmeno navale (o almeno, non le hanno immesse in servizio).
Questo cannone ha un'elevata efficacia ed è molto temuto, o almeno lo era ai tempi del Vietnam (dove venne impiegato in migliaia di pezzi) e di altri conflitti locali, soprattutto quando abbinato al controllo radar, che poteva dirigere in varie modalità i cannoni (incluso quello totalmente automatico) con i serventi che dovevano solo rifornire di munizioni il cannone. Questo nonostante la mancanza di spolette di prossimità.
La sua specialità era soprattutto l'intervento alle medie quote, dove le artiglierie di piccolo calibro non arrivavano. Da tenere presente che con l'evoluzione delle tecnologie, le mitragliere svizzere da 35 e svedesi da 40 mm, divengono in grado di competere in letalità, gittata e capacità perforante con l'S-60, pur essendo più piccole e di maggiore cadenza di tiro. Questo non va considerato a detrimento dell'efficienza dell'S-60, che semplicemente è un'arma assai invecchiata, dopo circa 50 anni di servizio, i cui sviluppi sono stati trascurati in funzione della preferenza ai missili. A parte questo, una versione recentemente apparsa si presuppone possa essere usata per aggiornare i carri PT-76, che hanno un 76 mm ma di minore potenza. Anche il munizionamento è stato aggiornato.

## Produzione e diffusione
Prodotto in quantità enormi anche in Cina, solo la Romania nel 1996 ne dichiarava 370 nella sola Aeronautica. I reparti delle tipiche divisioni sovietiche, prima della sostituzione con i missili SAM, disponevano di un Reggimento contraerei, con 24 esemplari ripartiti in 4 batterie, a loro volta ripartite in 2 sezioni.  Ciascuna batteria aveva un Fire Can mentre a livello di reggimento erano presenti 2 Flat Face per l'acquisizione obiettivi. La dotazione elettronica, per quanto possa sembrare strano, l'ha reso generalmente più efficiente della versione semovente, che invece non ha altro se non apparati ottici.
Esso è infatti anche la base dello ZSU-57-2, che ovviamente presenta almeno i vantaggi di essere semovente, oltre che binata e corazzata. I cecoslovacchi, invece, hanno prodotto un loro modello di cannone da 57 mm trainato, con clips di 3 colpi che pare incrementi la cadenza pratica. Lo ZSU-57-2 invece non è stato mai adottato dalle FF.AA. cecoslovacche, che hanno immesso in linea un molto inferiore sistema locale da 30 mm, l'M59.
In seguito i missili SA-8 Gecko hanno sostituito le armi a livello divisionale, come anche gli ZSU-23-4 Shilka hanno fatto lo stesso con i semoventi. Ma migliaia di armi sono ancora in circolazione, in paesi relativamente arretrati.
Montati in impianti quadrupli, i cannoni da 57 mm servirono anche nella Marina Sovietica, imbarcati sui cacciatorpediniere classe Kanin. Tali impianti sostituirono i precedenti impianti imbarcati da 45 mm, imbarcati sui caccia della classe Kotlin.